# Copernicia ekmanii
Espèce
Statut de conservation UICN

 EN B2ab(iii,v) : En danger
Copernicia ekmanii est une espèce de plantes de la famille des Arecaceae.

## Publication originale
- Kongliga Svenska Vetenskaps Academiens Handlingar, Ny Följd 6(7): 5. 1929.